# Elaphoglossum incubus
Elaphoglossum incubus är en träjonväxtart som beskrevs av John T. Mickel. Elaphoglossum incubus ingår i släktet Elaphoglossum och familjen Dryopteridaceae. Inga underarter finns listade.